# Barde (cuisine)
Pour les articles homonymes, voir Barde.
La barde est une fine tranche de gras animal ou de lard, avec laquelle sont enveloppés divers morceaux de viandes, poissons, ou légumes pour améliorer le goût, protéger de la chaleur de cuisson, éviter le dessèchement à la cuisson, et garder une texture moelleuse,.

## Description
Cette technique culinaire de cuisson des aliments est utilisée entre autres en cuisine française pour entourer (ou barder et ficeler) de gras animal ou de lard (frais, salé ou fumé) des viandes, volailles, gibiers, poissons ou légumes (bœuf, rosbif, chapon, poularde, canard, bécasse, perdrix, porchetta, paupiette, terrine, pommes de terre, haricots verts avant de les faire rôtir,,,,, et de les servir avec leur sauce au jus de viande.

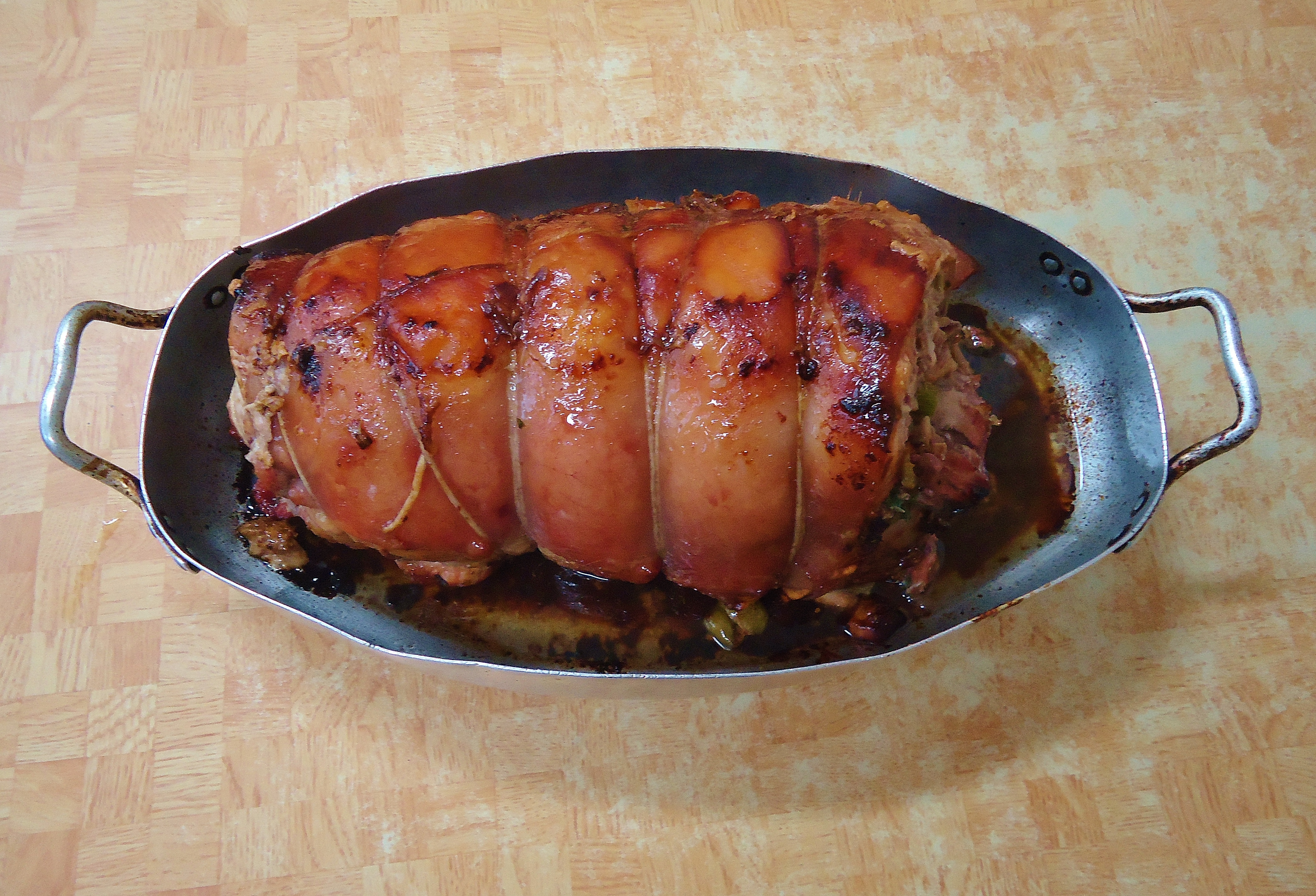
Porchetta.
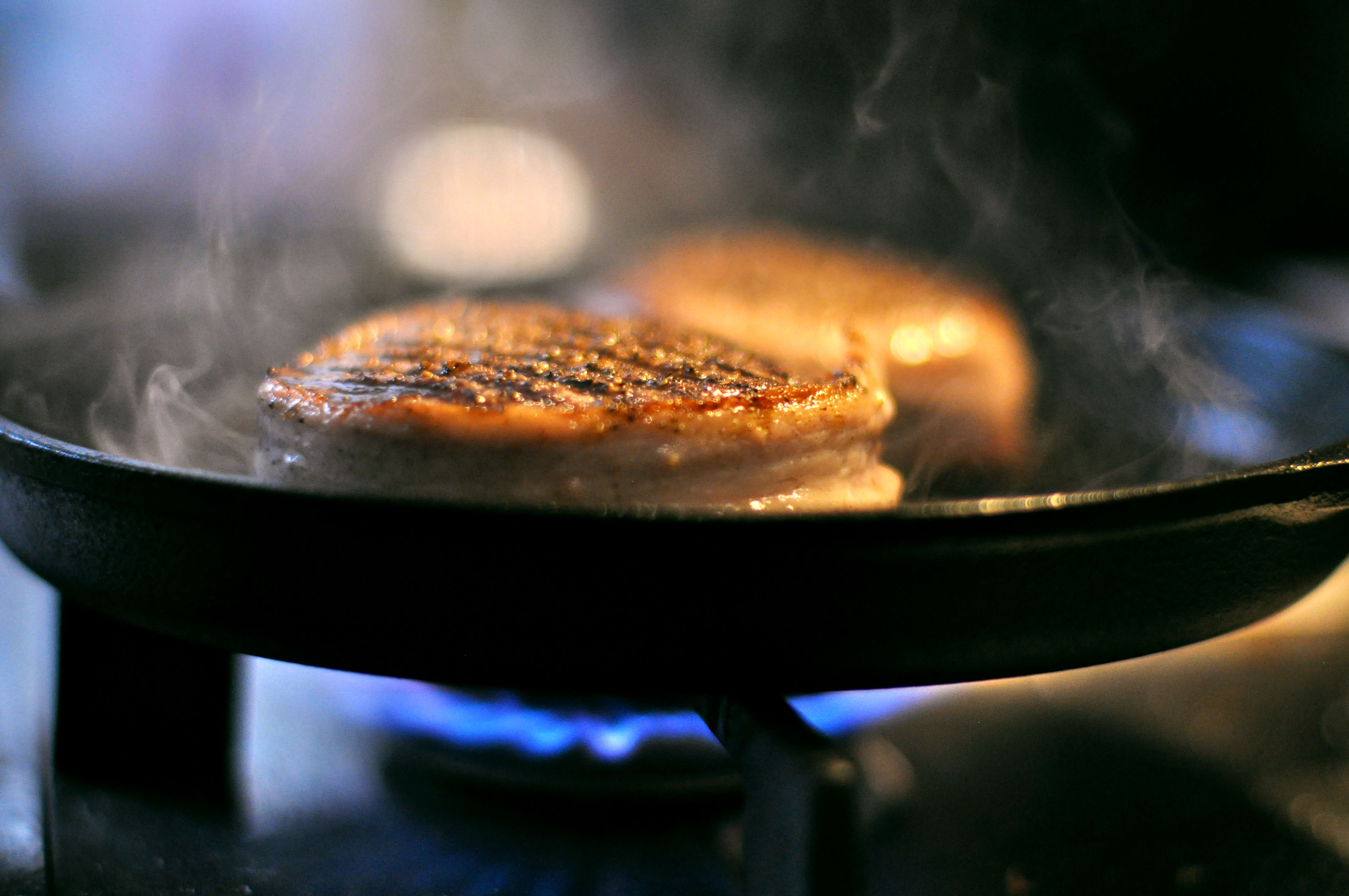
Tournedos.
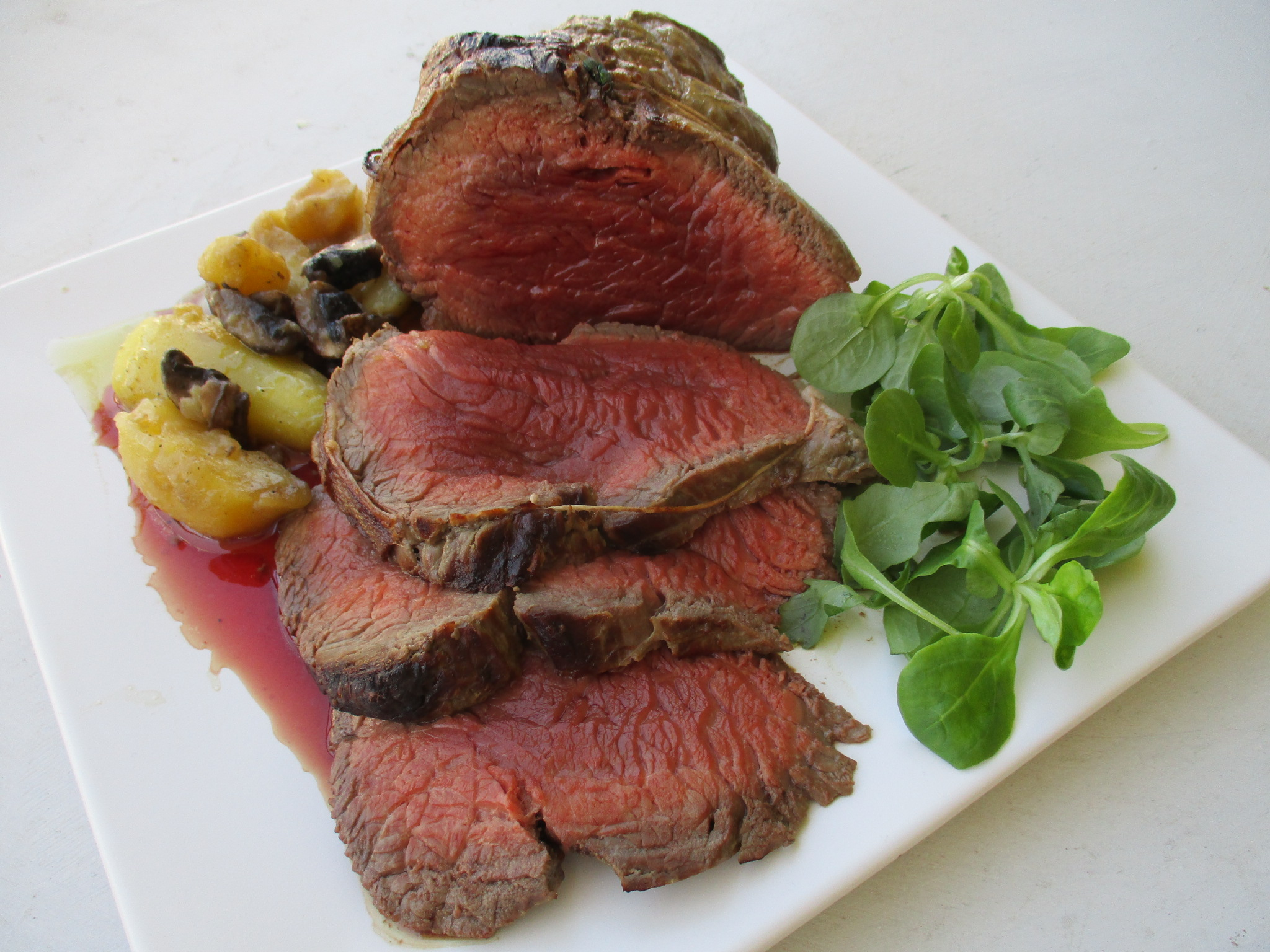
Rosbif à la ficelle.

Alexandre Dumas (père) écrit dans son Grand Dictionnaire de cuisine de 1873 : « Piquez votre foie de veau de gros lard assaisonné ; foncez une braisière de bardes de lard ; mettez-y le foie avec des carottes, un bouquet garni, des oignons... mouillez avec du bouillon et deux verres de vin rouge. »

## Diététique
L’excès de consommation de gras animal est entre autres fortement contre-indiqué en matière de diététique anti-cholestérol et anti-surpoids, bien que des études alimentaires sur le paradoxe français de la cuisine occitane et du régime méditerranéen semblent montrer (de façon contestée, controversée et complexe à prouver) que les « viandes non mammifères » (volaille, canard, oie, poule) seraient plus riches en bon cholestérol (HDL) qu'en mauvais (LDL),,.